# الاختلافات الإملائية بين الإنجليزية الأمريكية والإنجليزية البريطانية

تهجئة الإنجليزية الأمريكية والإنجليزية البريطانية في جميع أنحاء العالم:
الدفاع / العمل / التنظيم المهيمن، الإنجليزية هي اللغة الرسمية
الدفاع / العمل / التنظيم المهيمن، الإنجليزية ليست رسمية
الدفاع الكندي / العمل المهيمن، ولكن مع التنظيم، الخ.
الدفاع / العمل / التنظيم المهيمن، الإنجليزية رسمية بحكم الواقع.
الدفاع / العمل / التنظيم المهيمن، الإنجليزية ليست رسمية

العديد من الاختلافات بين الإنجليزية الأمريكية والإنجليزية البريطانية تعود إلى وقتٍ لم تتطور فيه المعايير الإملائية بعد. على سبيل المثال، بعض التهجئات التي ينظر إليها على أنها «أمريكية» كانت تستخدم على نطاق واسع في بريطانيا وبعض التهجئات التي ينظر إليها على أنها «بريطانية» كانت تستخدم على نطاق واسع في الولايات المتحدة. بدأ «المعيار البريطاني» في الظهور بعد نشر قاموس صموئيل جونسون للغة الإنجليزية عام 1755، و «المعيار أمريكي» ظهر بعد أعمال نوح وبستر لا سيما القاموس الأمريكي للغة الإنجليزية الذي نشر لأول مرة في 1828.
كانت جهود وبستر في الإصلاح الإملائي فعالة إلى حد ما في بلده الأصلي، مما أدى إلى بعض الأنماط المعروفة من الاختلافات الإملائية بين اللهجات الأمريكية والبريطانية من اللغة الإنجليزية. ومع ذلك، نادراً ما اعتمد الإصلاح الإملائي للغة الإنجليزية، وهكذا تختلف تهجئة اللغة الإنجليزية الحديثة إلى حد ما بين البلدان.

## الأصول التاريخية

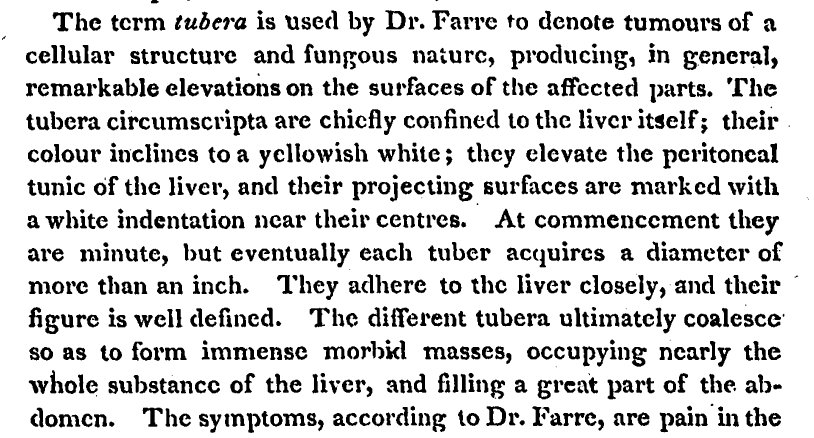
نص طبي أمريكي عام 1814 يظهر هجاء الإنجليزية البريطانية التي كانت لا تزال قيد الاستخدام ("tumours", "colour", "centres, إلخ).

في أوائل القرن الثامن عشر، كان هجاء اللغة الإنجليزية متناقضاً. وأصبحت هذه الاختلافات ملحوظة بعد نشر قواميس مؤثرة. اليوم هجاء اللغة الإنجليزية البريطانية في الغالب يتبع قاموس جونسون للغة الإنجليزية (1755). ومعظم هجاء الإنجليزية الأمريكية يتبع قاموس ويبستر الأمريكي للغة الإنجليزية ("ADEL"، «قاموس وبستر»، 1828).
كان وبستر مؤيداً للإصلاح الإملائي للغة الإنجليزية لأسبابٍ لغويةٍ ووطنية. يقول جون ألجيو في كتابه رفيق للثورة الأمريكية (2008): "غالباً ما يُفترض أن الهجاء الأميركي المميز تم اختراعه من قبل نوح وبستر. كان له تأثيرٌ كبيٌر في تعميم بعض التهجئات بعض في أمريكا، لكنه لم يبتدع أي منها. بدلاً من ذلك [...] اختار خيارات موجودة بالفعل مثل المركز واللون والتحقق من البساطة والتناظر أو الاصطلاح. وكمثال فقد استخدمت أول صفحات وليام شكسبير هجاء مثل المركز واللون. حاول وبستر إدخال بعض الهجاء الإصلاحي، كما فعل مجلس التبسيط الإملائي في أوائل القرن العشرين، ولكن لم يتم اعتماد معظمها. في بريطانيا، حسم نفوذ أولئك الذين فضلوا الكلمات النورمانية (أو الأنجلو-الفرنسية) من الكلمات القضية. التعديلات اللاحقة في المملكة المتحدة كان لها تأثير ضئيل على الهجاء الأمريكي اليوم والعكس صحيح.
بالنسبة للجزء الأكبر، فإن أنظمة التهجئة في معظم دول الكومنولث وأيرلندا تشبه إلى حد كبير النظام البريطاني. وفي كندا يمكن القول أن التهجئة تتبع النظام البريطاني والأمريكي. والكنديون أكثر تسامحًا إلى حد ما تجاه الهجاء الأجنبي بالمقارنة مع الجنسيات الناطقة باللغة الإنجليزية الأخرى. التهجئة الأسترالية أيضًا انحرفت قليلاً عن التهجئة البريطانية، مع دمج بعض التهجئات الأمريكية كمعيار قياسي. التهجئة النيوزيلندية مطابقة تقريباً للتهجئة البريطانية، باستثناء كلمة fiord (المضيق البحري) بدلاً من fjord. هناك أيضًا استخدام متزايد لعلامات المدّ في الكلمات التي نشأت في الشعب الماوورى سكان نيوزيلندة الأصليون وتفضيل لا لبس فيه لنهايات ise.